# Stratiosphecomyia variegata
Stratiosphecomyia variegata är en tvåvingeart som beskrevs av Enrico Adelelmo Brunetti 1913. Stratiosphecomyia variegata ingår i släktet Stratiosphecomyia och familjen vapenflugor. Inga underarter finns listade i Catalogue of Life.